# São Simão Profeta (título cardinalício)
São Simão Profeta (em latim Sancti Simeonis Profeta; em italiano San Simeone Profeta) foi um título cardinalício instituído em 4 de dezembro de 1551 pelo Papa Júlio III e foi suprimido em 1587 pelo Papa Sisto V.
A igreja de San Simeone Profeta onde o título existia atualmente só possui sua fachada em pé, pois o resto do edifício foi demolido para dar lugar habitações residenciais em 1929.

## Titulares protetores
- Giacomo Puteo (1551 - 1555)
- Virgilio Rosario (1557 - 1559)
- Bernardo Salviati (1561 - 1566)
- Vacante (1566 - 1570)
- Charles d'Angennes de Rambouillet (1570)
- Giovanni Aldobrandini (1570 - 1573)
- Vacante (1573 - 1584)
- Scipione Lancelotti (1584 - 1587)
- Suprimido em 1587